# Ильинская волость (Богородский уезд)
Ильинская волость — волость в составе Богородского уезда Московской губернии и Егорьевского уезда Рязанской (с 1922 — Московской) губернии. Существовала до 1929 года. Центром волости была деревня Ильинский Погост.
Одна из волостей Московской губернии, относимых к Гуслицам.
В состав волости входили селения Алексеевская, Богатищево, Вантино, Внуково, Давыдово, Ильинский Погост, Костенево, Круглово, Лашино, Максимовка, Мосягино, Печурино, Писчево, Поминово, Сенькино, Слободищи, Старое, Столбуново, Хотеичи, Челохово и Чичево.
По данным 1919 года в Ильинской волости было 20 сельсоветов: Алексеевский, Богатищевский, Вантиновский, Внуковский, Давыдовский, Костеневский, Кругловский, Лашинский, Максимовский, Мосягинский, Печуринский, Пищевский, Поминовский, Сенькинский, Слободищенский, Старовский, Столбуновский, Челоховский, Чичевский, Хотеичский.
5 января 1921 года Ильинская волость была передана в Егорьевский уезд Рязанской губернии.
4 мая 1922 года Егорьевский уезд был передан в Московскую губернию. 22 июня 1922 года к Ильинской волости была присоединена Беззубовская волость (селения Абрамовка, Ащерино, Барышево, Беззубово, Богатово, Горшково, Гридино, Зевнево, Иванищево, Игнатово, Костенево, Нареево, Панкратовская, Устьяново, Цаплино, Шувоя и Юрятино) того же уезда. В результате к 1923 году в Ильинской волости стало 27 сельсоветов: Абрамовский, Алексеевский, Ащеринский, Барышевский, Беззубовский, Богатищевский, Вантиновский, Внуковский, Горшковский, Гридинский, Давыдовский, Игнатовский, Ильинский, Кругловский, Лашинский, Максимовский, Мосягинский, Нареевский, Поминовский, Сенькинский, Слободищенский, Устьяновский, Хотейчевский, Цаплинский, Челоховский, Шувойский, Юрятинский.
С 22 июня 1922 года в состав волости входили селения Абрамовка, Алексеевское, Ащерино, Барышево, Беззубово, Богатищево, Богатово, Вантино, Внуково, Горшково, Гридино, Давыдковское, Зевнево, Иванищево, Игнатово, Ильинский Погост, Костенево , Круглово, Лашино, Максимовка, Мосягино, Нареево, Панкратовская, Печурино, Писчево, Поминово, Сенькино, Слободищи, Старое, Столбуново, Устьяново, Хотеичи, Цаплино, Челохово, Чичево, Шувоя и Юрятино.
В 1925 году Внуковский, Поминовский и Цаплинский с/с были присоединены к Ильинскому, Лашинский — к Алексеевскому, Максимовский — к Давыдовскому, Нареевский — к Шувойскому, Челоховский — к Горшковскому.
В 1926 году Кругловский и Сенькинский с/с были объединены в Старовский с/с. В ноябре 1926 года были восстановлены Нареевский, Поминовский, Цаплинский и Челоховский с/с. Из части Ащеринского с/с был образован Богатовский с/с, а из части Игнатовского — Зевневский.
В 1929 году Алексеевский с/с был переименован в Лашинский.
В ходе реформы административно-территориального деления СССР в 1929 году Ильинская волость была упразднена.